# Limones (sitio arqueológico)
Limones es un yacimiento arqueológico de la cultura maya ubicado dentro de la localidad de Limones en el municipio de Bacalar del estado de Quintana Roo en México, en el sitio sobresale una pirámide escalonada que data del periodo Clásico mientras que el resto de montículos prehispánicos permanecen enterrados. 

## Ubicación
El sitio arqueológico de Limones se encuentra enclavado en la comunidad homónima perteneciente al municipio de Bacalar, Quintana Roo, la pirámide es visible desde la Carretera Federal 307 que conecta las ciudades de Cancún y Chetumal.

## Arquitectura
La estructura principal de Limones es una pirámide escalonada la cual muestra similitudes arquitectónicas con las edificaciones de la ciudad de Chacchobén, principalmente las esquinas redondeadas en los edificios, esto podría indicar que el sitio estaba subordinado o formaba parte del dominio de Chacchobén, el cual se ubica a pocos kilómetros al oeste de Limones. Los estudios en la zona muestran que la pirámide de Limones tiene una orientación astronómica originalmente planificada para marcar las puestas del sol.